# Vicatia bipinnata
Vicatia bipinnata är en flockblommig växtart som beskrevs av R.H.Shan och F.T.Pu. Vicatia bipinnata ingår i släktet Vicatia och familjen flockblommiga växter. Inga underarter finns listade i Catalogue of Life.